# Nicole Sifuentes
Nicole Edwards Sifuentes (née le 30 juin 1986 à Winnipeg) est une athlète canadienne spécialiste du demi-fond.

## Carrière
Originaire de Winnipeg (Manitoba), sa première sortie internationale sera les Championnats du monde Jeunesse 2003 à Sherbrooke où elle atteint les demi-finales du 800 m. Elle quitte le Canada pour étudier à l'Université du Michigan où elle remporte des relais 4 × 800 et 4 × 1 500 m.
Sélectionnée pour les championnats du monde en salle de 2010, elle n'atteint pas la finale. Elle représente les Amériques lors de la Coupe continentale 2010 où elle remporte la médaille d'argent. Elle est également sélectionnée pour les Jeux du Commonwealth à Delhi en 2010.
En 2011, elle se marie avec Tony Sifuentes, étudiant comme elle à l'université du Michigan à Ann Arbor.

## Palmarès
| Date | Compétition                    | Lieu    | Résultat | Épreuve |
| ---- | ------------------------------ | ------- | -------- | ------- |
| 2014 | Championnats du monde en salle | Sopot   | 3e       | 1 500 m |
| 2015 | Jeux panaméricains             | Toronto | 2e       | 1 500 m |
| 2018 | Championnats NACAC             | Toronto | 5e       | 1 500 m |